# ماكس بورتر
ماكس بورتر (بالإنجليزية: Max Porter)‏ (29 يونيو 1987 في المملكة المتحدة - ) هو لاعب كرة قدم بريطاني في مركز الوسط. شارك مع منتخب إنجلترا لكرة القدم C ‏. أما مع النوادي، فقد لعب مع روشدين ودايموندز وكامبريدج يونايتد ونادي بارنت ونيوبورت كونتي ونادي بروملي وبيشوب ستورتفورد وإيه أف سي ويمبلدون.

## وصلات خارجية
- ماكس بورتر على موقع قاعدة بيانات كرة القدم.إي يو (الإنجليزية)
- ماكس بورتر على موقع Soccerbase.com (لاعب) (الإنجليزية)
- ماكس بورتر على موقع Soccerway.com (الإنجليزية)